# Chittaranjan Park Kali Mandir

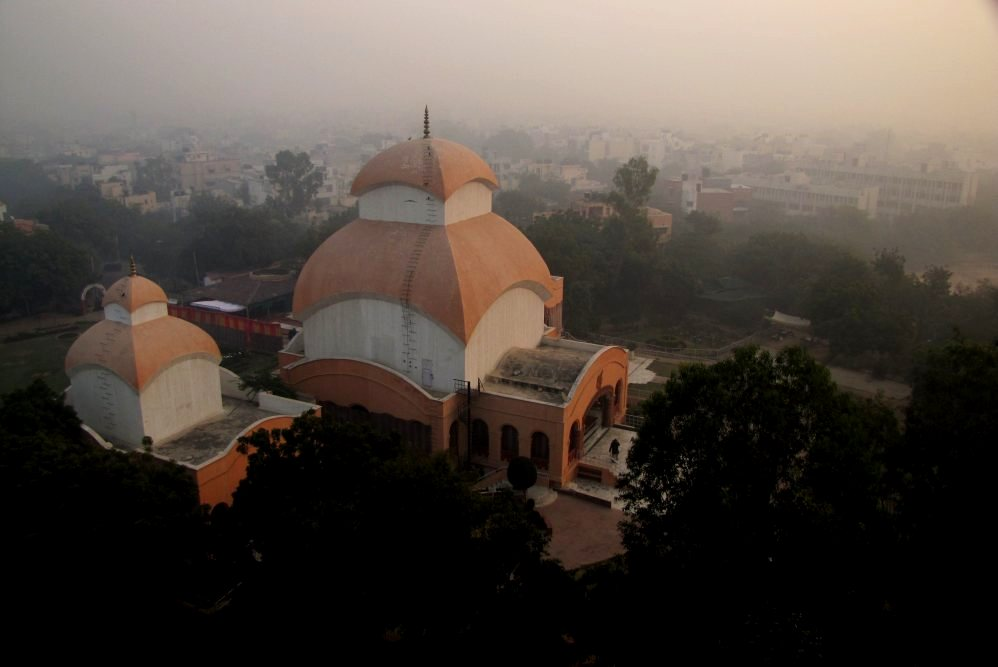
Chittaranjan Park Kali Mandir al amanecer. La entrada al templo principal de Kali se puede ver en el centro. La colonia de mayoría bengalí del Parque Chittaranjan al fondo.

Chittaranjan Park Kali Mandir es un complejo de templos y centro cultural de la comunidad bengalí en el Parque Chittaranjan en Nueva Delhi, India. Construido sobre una pequeña colina, comenzó como un templo de Shiv en 1973, que todavía se encuentra dentro del complejo, los santuarios más grandes dedicados a la diosa Kali, Shiva y Radha-Krishna fueron añadidos en 1984. A lo largo de los años ha seguido siendo un importante centro de convergencia de la comunidad bengalí local durante las festividades anuales de Durgá Puyá.
El templo también acogió su primera Durgá Pujá en 1977, una tradición que continúa hasta la fecha.

## Historia
Fue fundada en 1973, en un terreno designado por la naciente colonia de EPDP, y un pequeño templo a Shiva fue consagrado en una colina al borde de la colonia. La tradición del Durgá Pujá comenzó en 1977. La expansión de la base devota permitió la construcción de un imponente templo Kali en febrero de 1984 en arquitectura del templo de terracota de Bengala. Esto fue seguido por dos templos, uno para Shiva y el otro para Radha-Krishna. Los templos estaban recubiertos de elaborados diseños de terracota alrededor de 2006-2009.
El Kali Mandir es un centro de actividad bengalí debido a la alta densidad de bengalíes que residen en Parque Chittaranjan.  Dirigido por la «Chittaranjan Park Kali Mandir Society», organiza una serie de eventos culturales y religiosos durante todo el año.

## Festivales y rituales
Las funciones religiosas incluyen el gran festival de cinco días del Durgá Puyá, que es uno de los más populares de Delhi, y atrae a enormes multitudes todos los días. Los rituales se observan con gran fidelidad; todos los días se vuelan barriles de flores específicas de Bengala en fresco para la puyá. Para obtener cantidades suficientes de loto azul —necesario para la "sandhi puyá"— se reservan estanques enteros de Bengala con bastante antelación. Otras funciones religiosas en el Mandir incluyen Kali Puyá, Lakshmi Puyá, Saraswati Puyá, Ganesh Chaturthi etc.  El mandir atrae un gran volumen de donaciones de devotos, particularmente durante el periodo de Durgá Puyá. También hay un pequeño taller donde los artistas crean los ídolos de tierra de la diosa Durgā y otras.
El Mandir también alberga una gran biblioteca con libros sobre diversos aspectos de la cultura bengalí y ofrece clases de lengua bengalí para quienes deseen aprender bangla.  Se organizan varios programas culturales y concursos para niños. El mandir también administra una casa de huéspedes.

## Galería

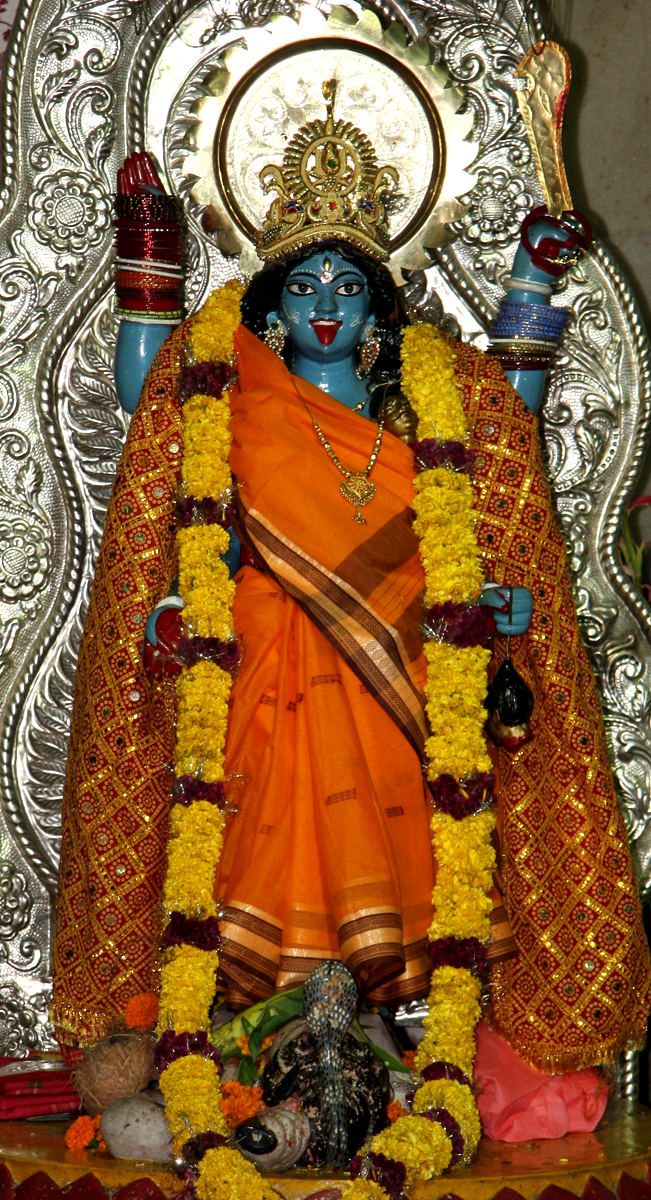
Kali, ídolo en el mandir
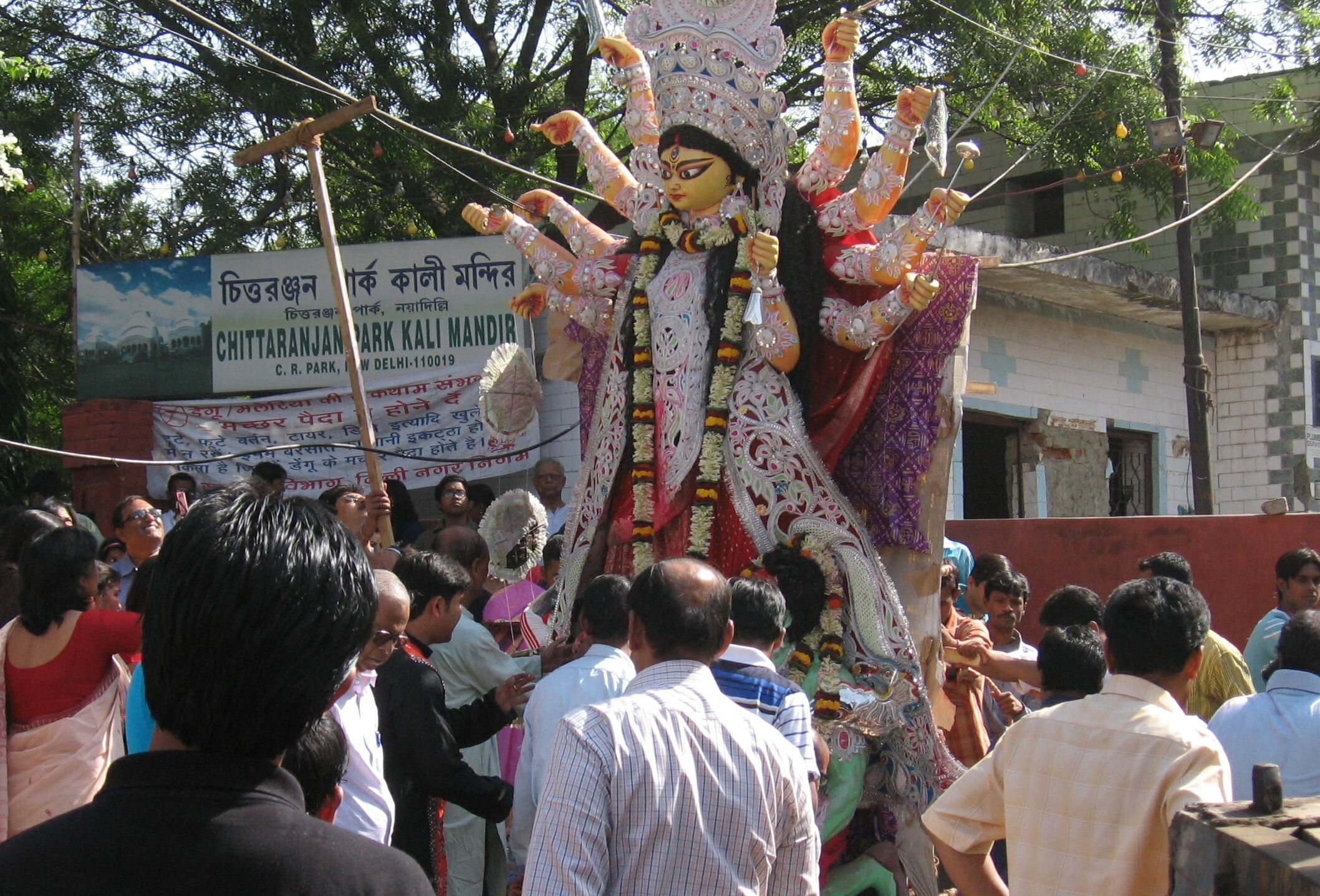
Durgá Puyá en Chittaranjan Park Kali Mandir (2004): el gran ídolo Durgā se eleva físicamente a un camión mientras los devotos ofrecen sus despedidas llorosas.
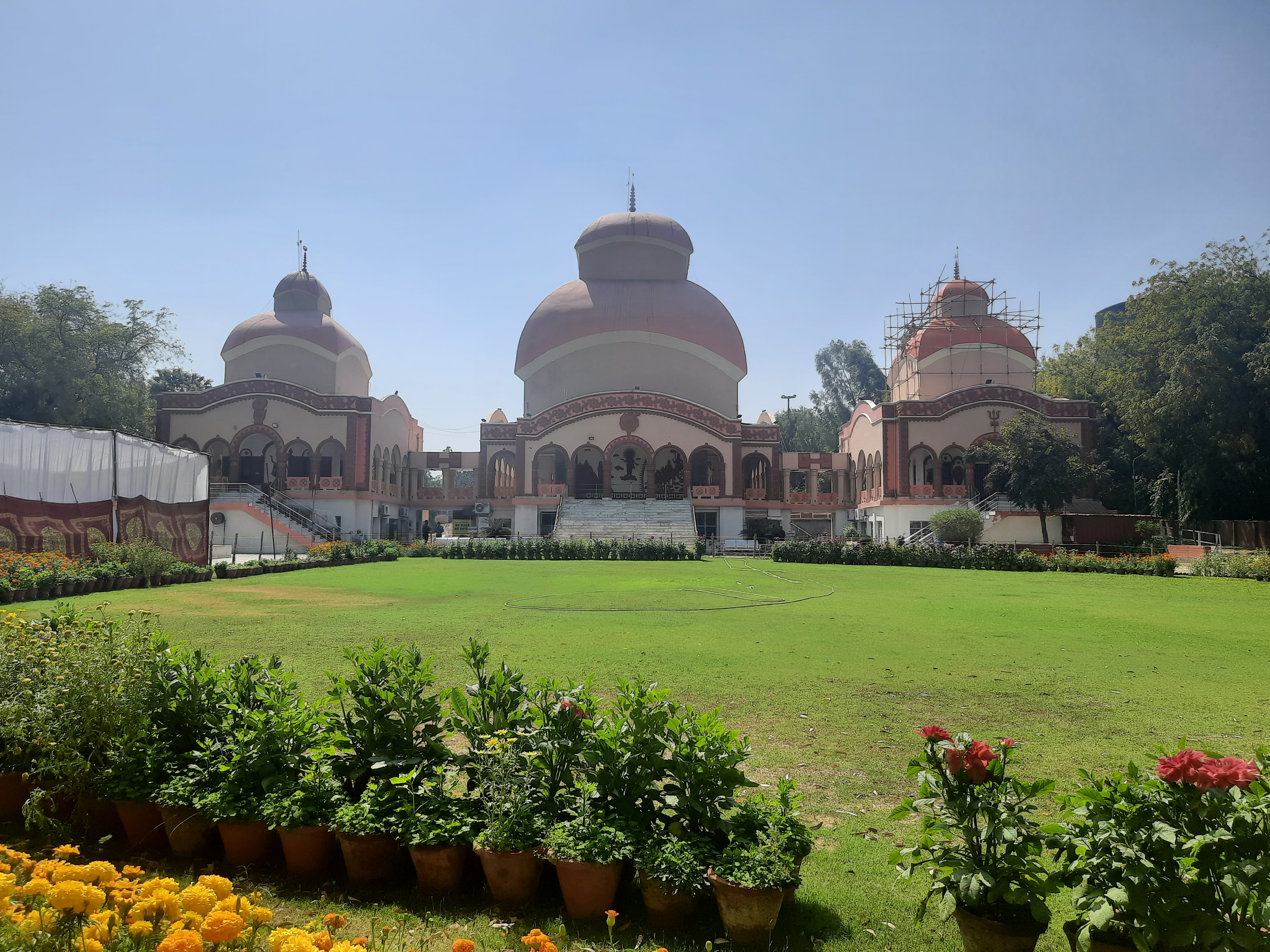
Parque Chitranjan de Delhi Kalibari